# Theater District
Il Theater District di New York (a volte scritto Theatre District e ufficialmente suddiviso in zone come "Theatre district") è un'area e un quartiere di Midtown Manhattan dove si trova la maggior parte dei teatri di Broadway, così come molti altri teatri, cinema, ristoranti, hotel e altri luoghi di intrattenimento. È delimitato da West 40th Street a sud, West 54th Street a nord, Sixth Avenue a est e Eighth Avenue a ovest e comprende Times Square. La Great White Way è il nome dato alla sezione di Broadway che attraversa il quartiere dei teatri.
Contiene anche studi di registrazione, uffici di etichette discografiche, agenzie teatrali, studi televisivi, ristoranti, Duffy Square, Shubert Alley, il Brill Building, un Ripley's Believe It or Not! Odditorium e Madame Tussauds di New York.

## Confini
La città di New York definisce il sottodistretto ai fini della zonizzazione per estendersi dalla 40th Street alla 57th Street e dalla Sixth Avenue alla Eighth Avenue, con un'area aggiuntiva a ovest della Eighth Avenue dalla 42ª Strada alla 45ª Strada. La Times Square Alliance, un'organizzazione del Business Improvement District dedicata al miglioramento del Theatre District, definisce il distretto come un'area di forma irregolare all'interno del riquadro di delimitazione della 40th Street, 6th Avenue, 53rd Street e 9th Avenue. A partire dal 2018, il Vivian Beaumont Theatre (parte del Lincoln Center) è l'unico teatro di classe Broadway non situato nel quartiere dei teatri.

## Storia

### Origini e storia degli inizi
Nel 1836 il sindaco Cornelius Lawrence aprì la 42ª Strada per incoraggiare l'espansione a nord della città, dicendo "spostati in città e goditi l'aria pura e pulita". Il quartiere dei teatri iniziò ad attrarre teatri e ristoranti dopo che il Metropolitan Opera House si trasferì alla 39ª Strada Ovest e Broadway nel 1883. Oscar Hammerstein I aprì il suo Victoria Theatre sulla 42ª strada nel 1899. L'accessibilità al Theatre District migliorò quando le linee di tram elettrificate iniziarono nel 1899, seguita dall'apertura della prima linea della metropolitana di New York nel 1904.
"The Great White Way" è un soprannome per una sezione di Broadway in Midtown Manhattan che comprende il Theater District. Nel 1880 Broadway tra Union Square e Madison Square fu illuminata da lampade ad arco Brush, rendendola tra le prime strade illuminate elettricamente negli Stati Uniti. Nel 1890, dalla 23ª alla 34ª strada erano così intensamente illuminate da cartelli pubblicitari elettrici che la gente cominciò a chiamarla "La Grande Via Bianca". Quando il quartiere dei teatri si spostò verso l'alto poco prima della fine del secolo, il soprannome rimase e divenne sinonimo.
Nel corso degli anni i newyorkesi chiamano il quartiere "il Rialto", "The Main Stem" e "Broadway". Verso la fine del XX secolo si chiamava semplicemente "The Street".
Negli anni '70 la 42ª strada era squallida e fatiscente: iniziarono a trovarsi qui i cinema X-rated, i peep show e le cosiddette sale grindhouse. Era considerato da alcuni newyorkesi come un luogo un po' pericoloso in cui avventurarsi. Tuttavia negli anni '90 l'intera area fu notevolmente rivitalizzata dalla città. La maggior parte delle attività di teatro per adulti chiuse e fu aperta una serie di nuovi teatri, cinema multisala, ristoranti e attrazioni turistiche.
Nel 1974 il Lyceum Theatre diventò il primo teatro di Broadway a ricevere la designazione dello status di punto di riferimento dalla New York City Landmark Preservation Commission.

### Campagna "Save the Theatres" di Joe Papp
Nella primavera del 1982 Joseph Papp, il produttore teatrale di Broadway e regista che aveva fondato The Public Theatre, guidò una campagna chiamata "Save the Theatres" a Manhattan. L'obiettivo iniziale principale dello sforzo "Save the Theatres", sponsorizzato dal gruppo no-profit di Papp e sostenuto dal sindacato Actors Equity, era quello di salvare diversi edifici teatrali nel quartiere del Theatre District dalla loro imminente demolizione da parte degli interessi di sviluppo della Manhattan ricca. Papp fornì le risorse finanziarie, spillette della campagna, poster e annunci sui giornali per lo sforzo; reclutò un addetto stampa e attori per promuovere la causa ed ha fornito un palcoscenico e vari luoghi di strada per eventi pubblici a sostegno della campagna per il salvataggio dei teatri storici.
Per volere di Papp nel luglio 1982, il rappresentante degli Stati Uniti Donald J. Mitchell di New York e 13 co-sponsor, presentarono un disegno di legge intitolato "Un disegno di legge per designare il Broadway/Times Square Theatre District nella città di New York Sito nazionale storico"  (H.R. 6885). La proposta di legge, che non fu emanata, avrebbe richiesto al Governo federale di aiutare finanziariamente e in altro modo a preservare il quartiere e i suoi teatri storici come Parco nazionale storico ufficiale.
La campagna Save the Theatres ha quindi rivolto i propri sforzi a sostenere l'istituzione del Theater District come distretto storico di New York registrato. Nel dicembre 1983 Save the Theatres ha preparato "The Broadway Theatre District, a Preservation Development and Management Plan" ed ha chiesto che ogni teatro del distretto ricevesse la designazione di Punto di riferimento. Il sindaco Koch alla fine ha risposto creando un consiglio consultivo per il teatro, che includeva Papp come membro e che alla fine ha portato l'area a essere ufficialmente suddivisa in zone come "Sottodistretto del teatro".

### Suddivisione in zone del sottodistretto dei teatri
Nel gennaio 2001 la Divisione d'Appello di New York, Primo Dipartimento in Fisher contro Giuliani, sostenne parzialmente l'espansione del 1998 dei regolamenti sulla suddivisione in zone del sottodistretto del teatro, che aggiunse i siti di ricezione lungo l'Ottava Avenue dove potevano essere venduti i diritti di sviluppo dai teatri di Broadway. Le organizzazioni comunitarie e civiche si opposero all'espansione del distretto in quanto avrebbe interferito con il vicino quartiere residenziale di Hell's Kitchen/Clinton. L'obiezione del tribunale, presentata nel 1999, non contestava né il preesistente sottodistretto del teatro né la legislazione originale sulla zonizzazione dei diritti di sviluppo.
In base al regolamento sulla zonizzazione del 1998, New York ha anche creato il Theatre Subdistrict Council (TSC), una società senza scopo di lucro. Il TSC amministra il Theatre Subdistrict Fund e assegna le sovvenzioni.
La risoluzione sulla zonizzazione di New York per distretti speciali, modificata il 30 aprile 2012, contiene regolamenti speciali per il sottodistretto del teatro, compreso il trasferimento dei diritti di sviluppo, incentivi per la riabilitazione dei teatri esistenti, la creazione di un consiglio teatrale per promuovere teatri, zonizzazione e segnaletica per i teatri e contiene un elenco di teatri che si qualificano per disposizioni speciali nei regolamenti.

### Altre aree di teatro nelle vicinanze
L'area conosciuta come Theatre Row è un'area sulla 42ª Strada dalla Nona Avenue all'Undicesima Avenue, che comprende molti teatri Off-Broadway e Off-Off-Broadway.

## Punti di interesse
- Statua of Francis P. Duffy di Charles Keck (Duffy Square, Times Square)
- Statue of George M. Cohan di Georg John Lober e dell'architetto Otto Langman (Duffy Square, Times Square)